# 4016 Sambre
4016 Sambre је астероид главног астероидног појаса чија средња удаљеност од Сунца износи 2,409 астрономских јединица (АЈ).
Апсолутна магнитуда астероида је 13,9.